# 吉良義安
吉良 義安（きら よしやす）は、戦国時代の三河国の武将。2つに分かれた三河吉良氏のうち西条吉良氏の出身で、婿養子に迎えられて東条吉良氏の当主となり、のちに徳川家康に仕えて西条吉良氏の家督も併せた。

## 生涯
天文5年（1536年）、西条城主吉良義堯の次男として生まれる。母親は正室である今川氏親の娘（今川義元の姉）ではなく、幕府奉公衆の後藤氏の一族である後藤平太夫の娘とする説がある。はじめ西条吉良氏の家督は兄の吉良義郷が継ぎ、次男の義安は東条城主（東条吉良氏）吉良持広の婿養子に入った。しかし兄義郷がまもなく死去したため、西条吉良氏に戻って兄の跡を継いだ。ところが、東条の吉良持広も死去したため、西条吉良氏は弟の吉良義昭に継がせ、自らは東条吉良氏の家督を相続した。ただし、小林輝久彦はこの時に義安はこの相続に同意せず、両吉良氏の当主として西尾城に入城したところ、これに反対した西条吉良の家臣と対立したために対抗するために斯波氏や織田氏と結ぼうとしたとしている。
天文18年（1549年）、駿河の戦国大名である今川義元が尾張の織田信広を攻めた際、義安は織田家に協力したため今川軍に捕らえられ、人質として駿府へ送られた。この際、今川義元は西条吉良氏の義昭に東条吉良氏も継がせ、吉良氏を統一させて今川家配下に組み込んでいる。なお、この際に義安の祖父と推定される後藤平太夫が反今川の首謀者として処刑されたと伝えられる。
義安は、以降10年余りを駿府で人質として暮らすことになったが、このときに同じく今川氏の人質となっていた松平竹千代（のちの徳川家康）と親しくなり、弘治元年（1555年）に家康が元服した際には理髪役も務めた。永禄3年（1560年）6月の桶狭間の戦いで今川義元が戦死したため、この際に家康とともに人質から解放されて三河に戻った。
ただし、この間の経緯について『寛政重修諸家譜』は、永禄4年（1561年）、今川氏真が義安の謀反を疑って駿河に抑留し、かわりに義昭を東条に移して両吉良氏を併せたとしている。更にこれとは別に近年の研究として、『松平記』に記された弘治年間の吉良氏の挙兵について、駿府に送られた吉良義安は一旦は赦されて両吉良氏の当主として三河への帰国を許されたものの、弘治元年（1555年）に再度今川氏に対して兵を挙げたもので、最終的に弘治3年（1557年）に三河を追放されたものとする。また、弘治3年に西条吉良領で今川氏が大規模な検地が行われているのは、義昭を東条に移した形を取っているものの、実際には西尾城と西条領は今川氏によって直轄地にされたものとする。
小林輝久彦は『信長公記』に弘治3年4月に行われてたと推測される上野原参会（「吉良殿」と尾張守護家の斯波義統を仲介として今川義元と織田信長が和解をしようとしたものの、どちらを上座にするかで揉めて和解は成立しなかった）の「吉良殿」を義安と推測し、織田氏と結びついて反乱を起こしていた吉良義安を義元が利用することで信長と和睦しようとしたものの失敗に終わったために義安が三河にいられなくなって尾張に逃れ、更に斯波義統や石橋氏と信長排斥を企てたとして尾張からも追われて三河に帰国したところ、『寛政重修諸家譜』にあるように今川氏真によって再度幽閉されたとする説を唱えている（小林は今川氏からすれば、天文18年の挙兵の際には今川氏の宗家としての吉良氏の立場を慮って義安を赦免して両吉良氏の当主の地位を保証したのに、それがことごとく裏切られた結果、義昭の擁立に踏み切ったとしている）。

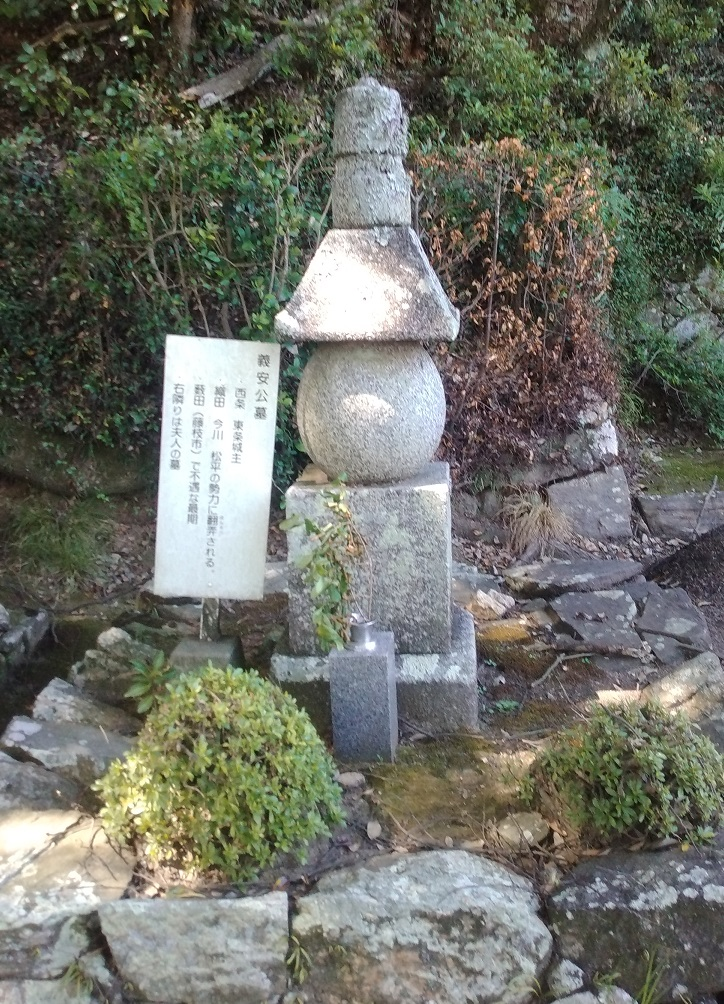
吉良義安の墓(西尾市華蔵寺)

一方、弟の吉良義昭は今川氏の後援を失って孤立し、徳川家康への屈従を余儀なくされていた。永禄5年（1562年）、義昭は再起を図って三河の一向宗門徒と結び、徳川氏と戦ったが（三河一向一揆）、敗れて三河から逃亡する。このあと、家康から義安が東条西条の吉良氏を統一して領有することが認められた。
義安のもとに統一された三河吉良氏は徳川家に仕え、吉良義央の代に赤穂事件で改易にされるまで続く。